# Calamagrostis tweedyi
Calamagrostis tweedyi är en gräsart som först beskrevs av Frank Lamson Scribner, och fick sitt nu gällande namn av Frank Lamson Scribner. Calamagrostis tweedyi ingår i släktet rör, och familjen gräs. Inga underarter finns listade i Catalogue of Life.